# Turistická značená trasa 0641
 Turistická značená trasa 0641 je 10,5 km dlouhá červeně značená trasa Klubu českých turistů v okresech Jeseník a Šumperk spojující Ostružnou a Staré Město. Trasa vede Hanušovickou vrchovinou převážně západním směrem.

## Průběh trasy
Turistická trasa 0641 má svůj počátek v nadmořské výšce 710 m u nádraží v Ostružné. Nenavazuje zde na žádnou další turistickou trasu. Vede nejprve k nedaleké II/369 a po ní na rozcestí v centru obce, kde přechází do souběhu se zeleně značenou trasou 4803 z Branné na Smrk. Ten končí na západním okraji obce. Trasa 0641 vystoupá nad obce a po cestách střídavě lesem a loukami vede jihozápadním směrem k Holému vrchu, za kterým klesá do osady Kronfelzov. Z něj vychází nejprve jihozápadním směrem po příjezdové komunikaci, pak se stáčí na západ a stoupá loukou k linii československého opevnění, kterou sleduje až k Starému Městu. Po vystoupání na hřeben následuje rozcestí se žlutě značenou trasou 7891 Branná - Velké Vrbno. Trasa 0641 pokračuje západním směrem přes Kutný vrch na vrch Jelen, kde se nachází rozcestí s okružní místní červeně značenou trasou 9617, a pokračuje dále v souběhu s její severní větví. Společně klesají kolem pěchotního srubu StM-S 34 ke srubu StM-S 33, kde souběh končí. Trasa 0641 přechází traversem na jižní větev trasy 9617 a společně s ní klesá do Starého Města a končí na náměstí v nadmořské výšce 540 m.

## Turistické zajímavosti na trase
- Expozice hudebních nástrojů v Ostružné
- Harmuthova lípa v Ostružné
- Památné lípy v Kronfelzově
- Linie lehkého opevnění ze 30. let
- Linie těžkého opevnění ze 30. let
- Pěchotní srub StM-S 34 Svah
- Pěchotní srub StM-S 33 Lesík
- Vyhlídka z radniční věže ve Starém Městě